# The Flaming Sideburns
The Flaming Sideburns ist eine finnische Rockband, die 1995 in Helsinki gegründet wurde.

## Bandgeschichte
Eduardo Martinez zog Ende der 1980er/Anfang der 1990er von Argentinien nach Finnland, wo seine Mutter herstammte. Er schloss sich der skandinavischen Rockszene an, die zu diesem Zeitpunkt unter anderem aus den Hellacopters, Turbonegro und The Soundtrack of Our Lives bestand. Seine erste Band wurde Jack Meatbeat and the Underground Society, die 1991 auf Trash Can Records debütierten und 1994 ihr erstes Album veröffentlichten. Ein Jahr später hob Martinez zusammen mit Ski Williamson (Gitarre) und The Punisher (Bass) gesellen sich Jeffrey Lee Burns (Gitarre) und Jay Burnside (Schlagzeug) The Flaming Sideburns aus der Taufe. Sie machten sich rasch als Liveband einen Namen in Finnland. So würde ihr Debütalbum Bama Lama Boogaloo! (1997) auch direkt ein Livealbum.
1999 erschien das eigentliche Debütalbum It’s Time to Testify … Brothers and Sisters. Ihre erfolgreiche Phase folgte aber erst mit ihrem Zweitwerk Hallelujah Rock’n’Rollah, das in die finnischen Top 20 einstieg und die Band auch international bekannt machte. So trat die Band unter anderem auch auf dem Roskilde auf. Kurz darauf ersetzte Junnu „Johnny Volume“ Alajuuma Arimatti „Jeffrey Lee Burns“ Jutila, der auf Grund seiner Vaterschaft sowie eines Umzugs in die Vereinigten Staaten immer weniger Zeit für die Band hatte. Doch auch Arimatti blieb nur drei Jahre und wurde 2003 durch Petri „Peevo de Luxe“ Peevo ersetzt. Das Album Sky Pilots, das von Jürgen Hendlmeier produziert wurde, erreichte in der Folge Platz 3 der finnischen Charts, ihr bisher größter Erfolg. 2006 folgte eine Raritätensammlung namens Back to the Grave, die 2008 fortgesetzt wurde.
2007 erschien ihr bisher letztes Studioalbum Keys to the Highway, das Platz 15 erreichte. Anschließend wurde es ruhig um die Band. Erst 2016 meldete sich das Quintett mit einer Single namens Heavy Tiger zurück.

## Stil
Flaming Sideburns spielen geradlinigen Rock’n’Roll, wie er in der skandinavischen Szene um Turbonegro, Gluecifer und The Hellacopters bekannt ist. Insbesondere auf den ersten Alben ist man deutlich von der Garage-Rock-Szene der 1960er/1970er beeinflusst. Mit Hallelujah Rock’n’Rollah entwickelte sich die Band jedoch weiter und nahm diverse andere Einflüsse in die Musik auf. So sind die frühen Red Hot Chili Peppers als Einfluss zu nennen, ebenso wie Bands wie The Royal beat Conspiracy, The Soundtrack of Our Lives, aber auch Klassiker wie The Rolling Stones oder MC5. Dabei entnehmen sie auch Elemente aus dem Bluesrock, dem Psychedelic Rock, Country & Western und dem Soul, wobei das Augenmerk jedoch auf schnellen, geradlinigen Songs liegt. Martinez’ Stimme ist heiser und kratzig. Dabei erinnert sie besonders an eine Mischung aus Aerosmith und Red Hot Chili Peppers.

## Diskografie

### Studioalben
- 1999: It’s Time to Testify … Brothers and Sisters (Bad Afro)
- 2001: Hallelujah Rock’n’Rollah (Bad Afro)
- 2003: Sky Pilots (Ranch, Jetset/Bitzcore)
- 2007: Keys to the Highway (Ranch/Bitzcore)
- 2021: Silver Flames

### Kompilationen
- 2002: Save Rock’n’Roll (Jetset)
- 2006: Back to the Grave (Bad Afro)
- 2008: Back 2 the Grave (El Beasto)

### Livealben
- 1997: Bama Lama Boogaloo! (Smokin’ Troll)
- 2002: It’s Time to Testify Again (No Fun)
- 2005: Mobile Graceland (Lonestar)
- 2006: Burn Rock’n'Roll (Rastrillo)

### Singles und EPs
- 1997: Get Down or Get Out (7’’, Bad Afro)
- 1997: Close to Disaster (7’’, Metamorphosis)
- 1998: It’s Time to Testify (10’’, Bad Afro Records)
- 1999: Jaguar Girls (7’’, Estrus Records)
- 2000: Cantan en Español (7’’, Safety Pin Records)
- 2000: Loose My Soul (7’’, Bang! Records)
- 2001: Street Survivor (7’’/MCD, Bad Afro)
- 2001: Live! (Fandango Records)
- 2001: World Domination (7’’, Sweet Nothing Records)
- 2002: Bam-a-Lama en Español (7’’, Safety Pin Records)
- 2002: Flowers (Maxi-CD, Bad Afro)
- 2003: Since the Beginning (MCD/7’’, Ranch/Lonestar Records)
- 2003: Let Me Take You Far/The Hustler (CD/7’’, Ranch)
- 2003: Save Rock’n’Roll (MCD, Ranch)
- 2006: Lost Generation (MCD, Ranch)
- 2006: Count Me Out (CD/7’’, Bad Afro)
- 2010: En Español Vol. 3 (El Beasto)
- 2016: Heavy Tiger (7’’, Chaputa! Records)

### Splits
- 2001: White Trash Soul (MCD/10’’ mit The Hellacopters, Bad Afro)
- 2001: Flanelon Crash Vs. The Flaming Sideburns  (10’’, Lixo Urbano)
- 2001: La Cruz de Cristo (7’’ mit Virus, El Beasto)
- 2002: The Flaming Sideburns / Elio & Thee Horribles (7’’, Bad Attitude Records)
- 2004: St. Valentines Killers (12’’ mit The Hellacopters, The Datsuns und The Casanovas, Butcher’s Hook)
- 2006: The Flaming Sideburns / Boozed (7’’, Bitzcore)